# Konwikt biskupi w Braniewie
Konwikt biskupi w Braniewie – placówka opiekuńczo-oświatowa dla młodzieży męskiej, funkcjonująca w Braniewie w latach 1843–1939, z zadaniem pozyskania młodzieży męskiej do stanu duchownego oraz działająca jako bursa dla ubogich uczniów gimnazjum.

## Historia

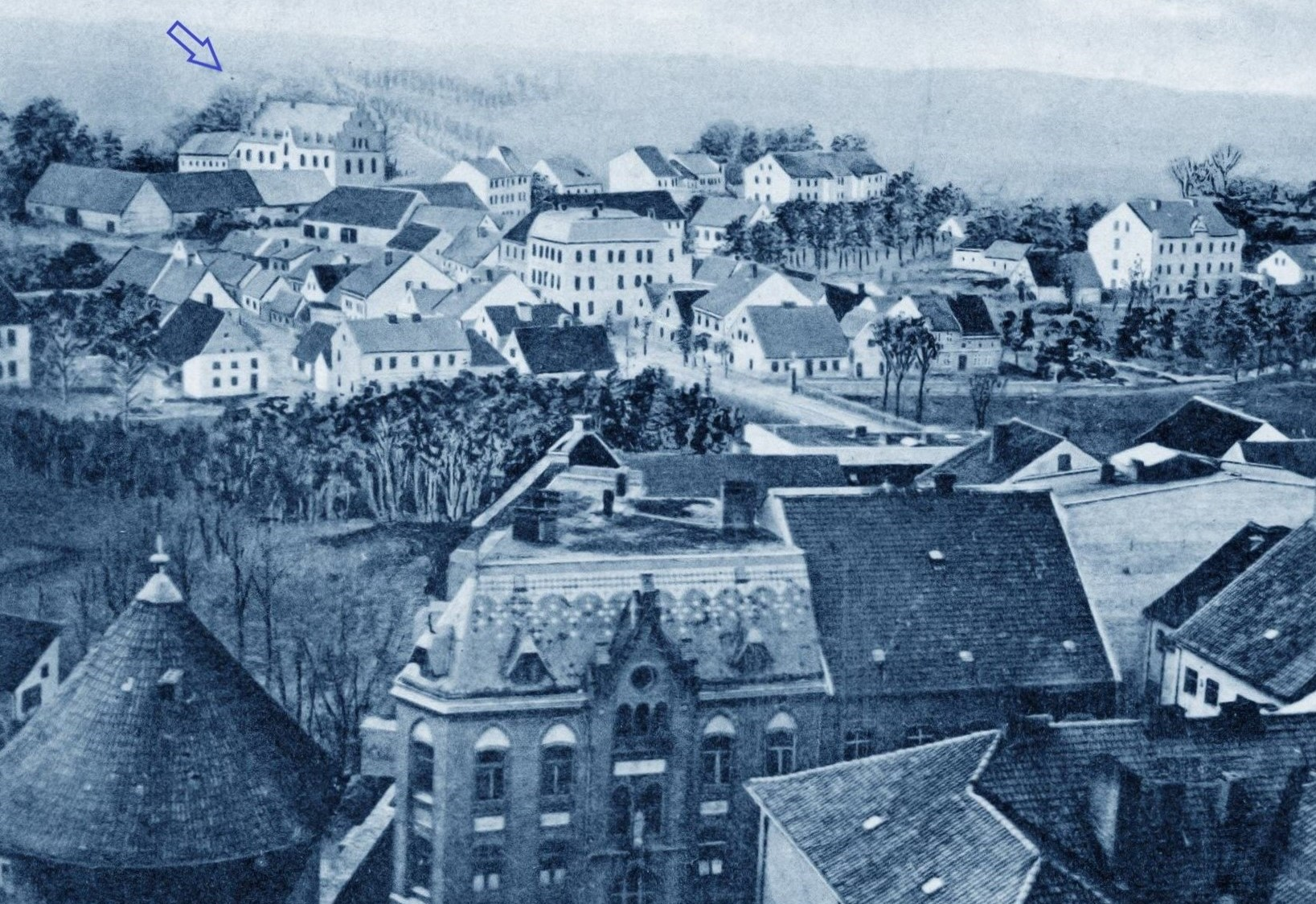
Zabudowania konwiktu (ok. 1900)

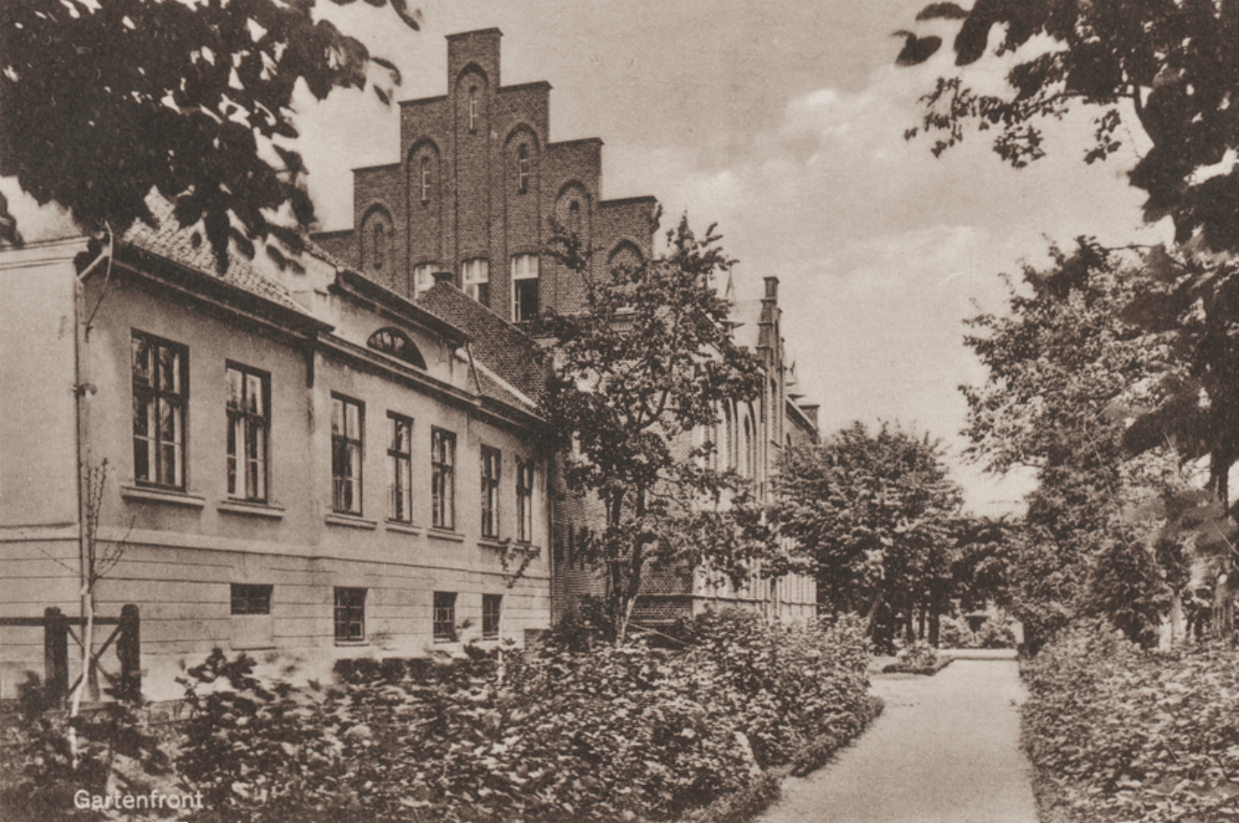
Zabudowania konwiktu (ok. 1930)

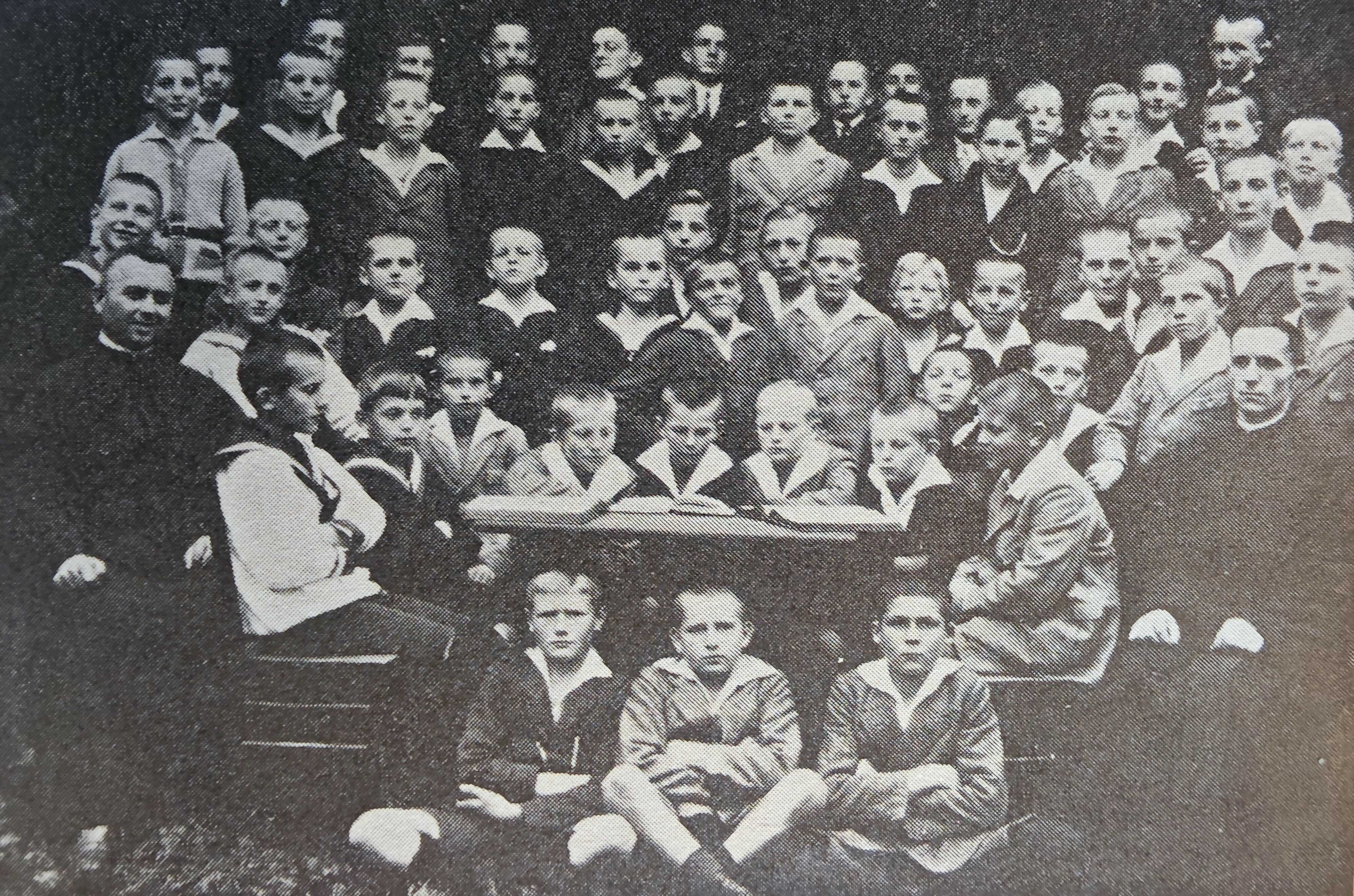
Zdjęcie grupowe wychowanków konwiktu, po lewej o. Rieg – rektor, po prawej o. Hoffmann (1926/27)

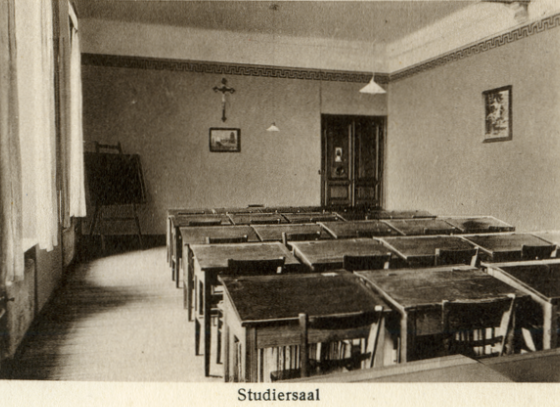
Sala lekcyjna w konwikcie

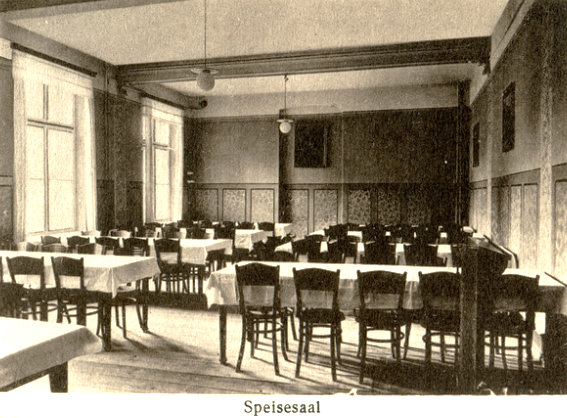
Duża jadalnia na 80 osób

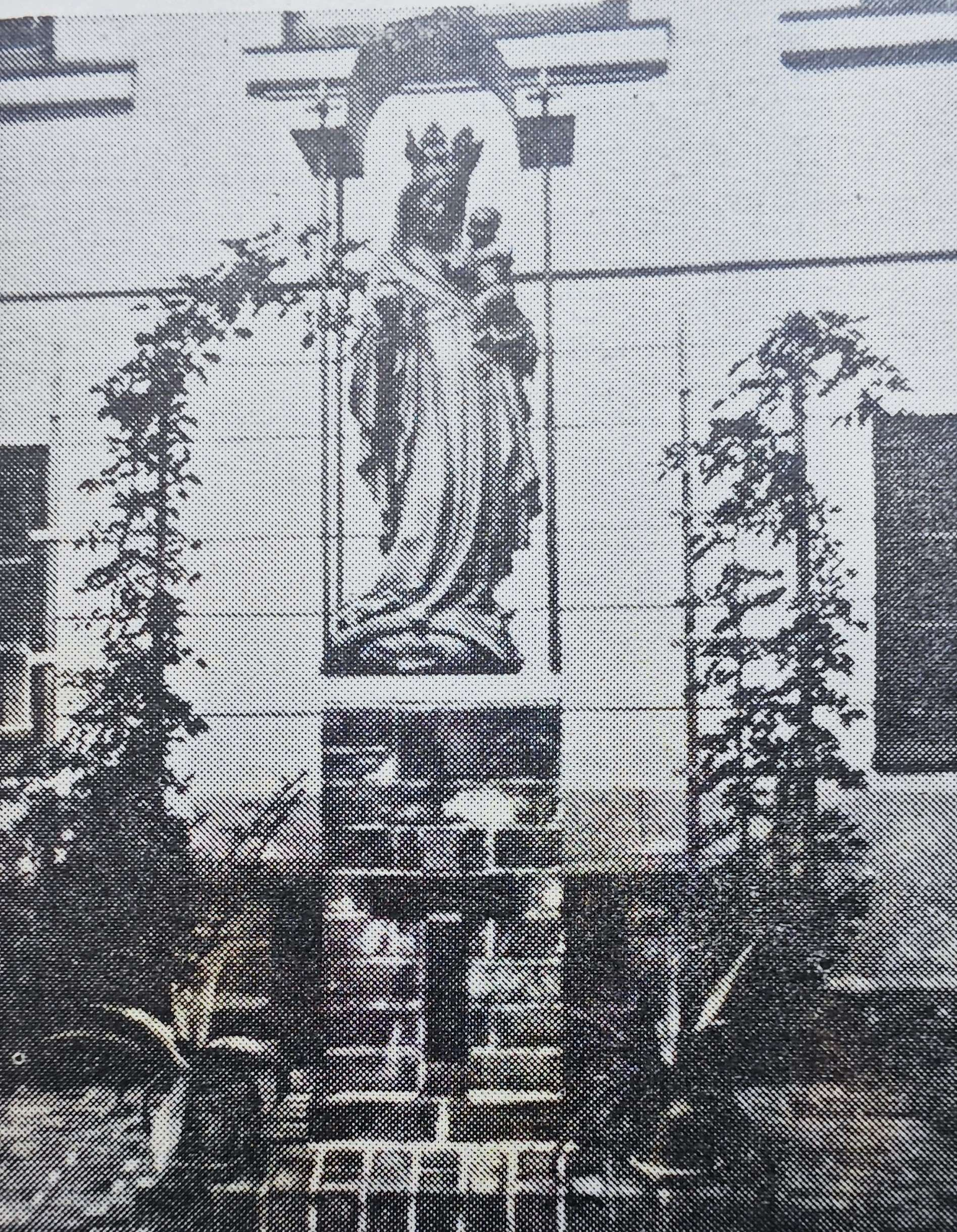
Kapliczka przed nowo dobudowaną częścią konwiktu

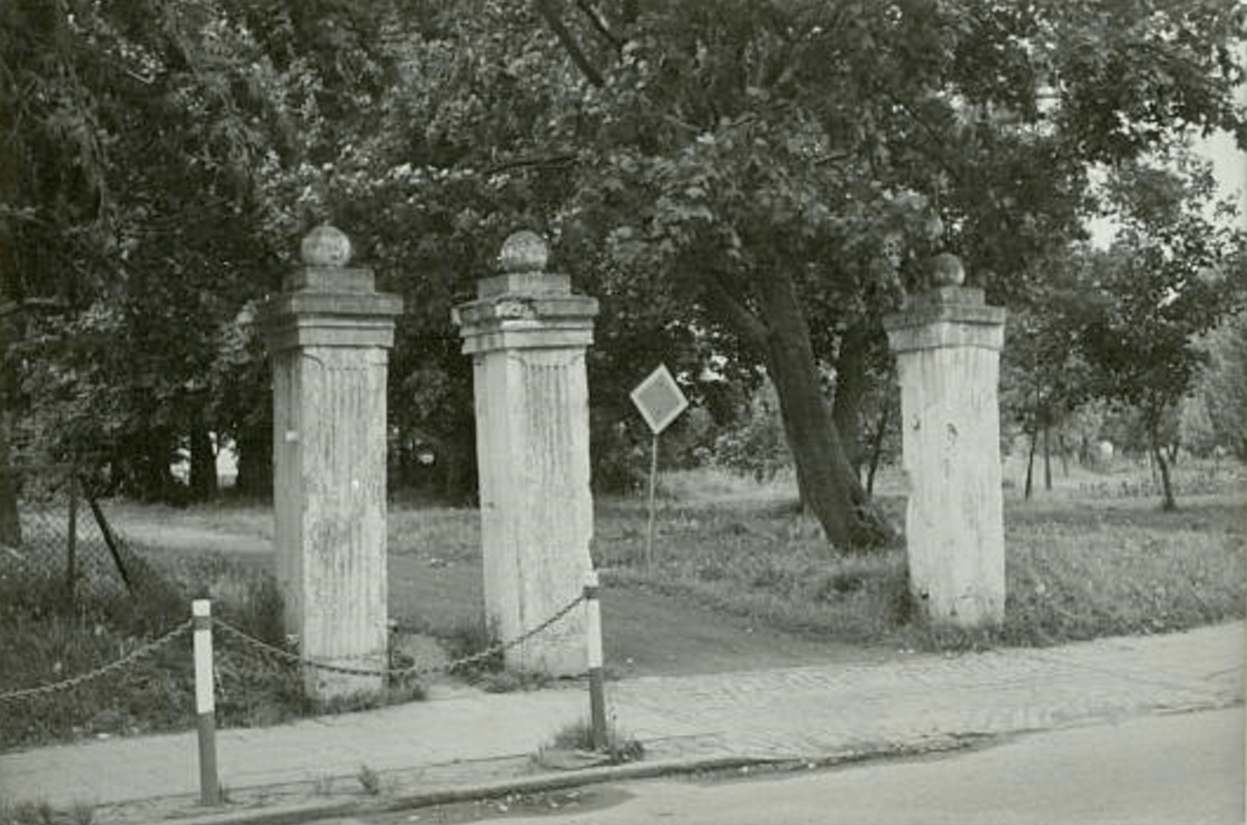
Pozostałości bramy konwiktu, 1981

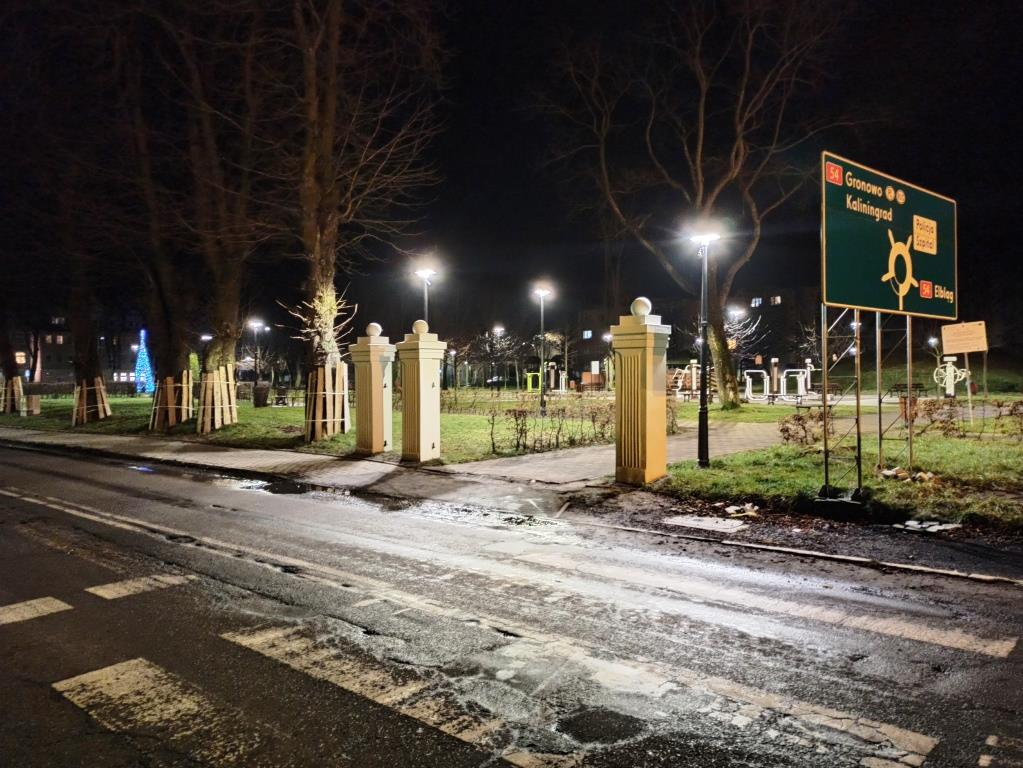
Brama konwiktu biskupiego, 2021

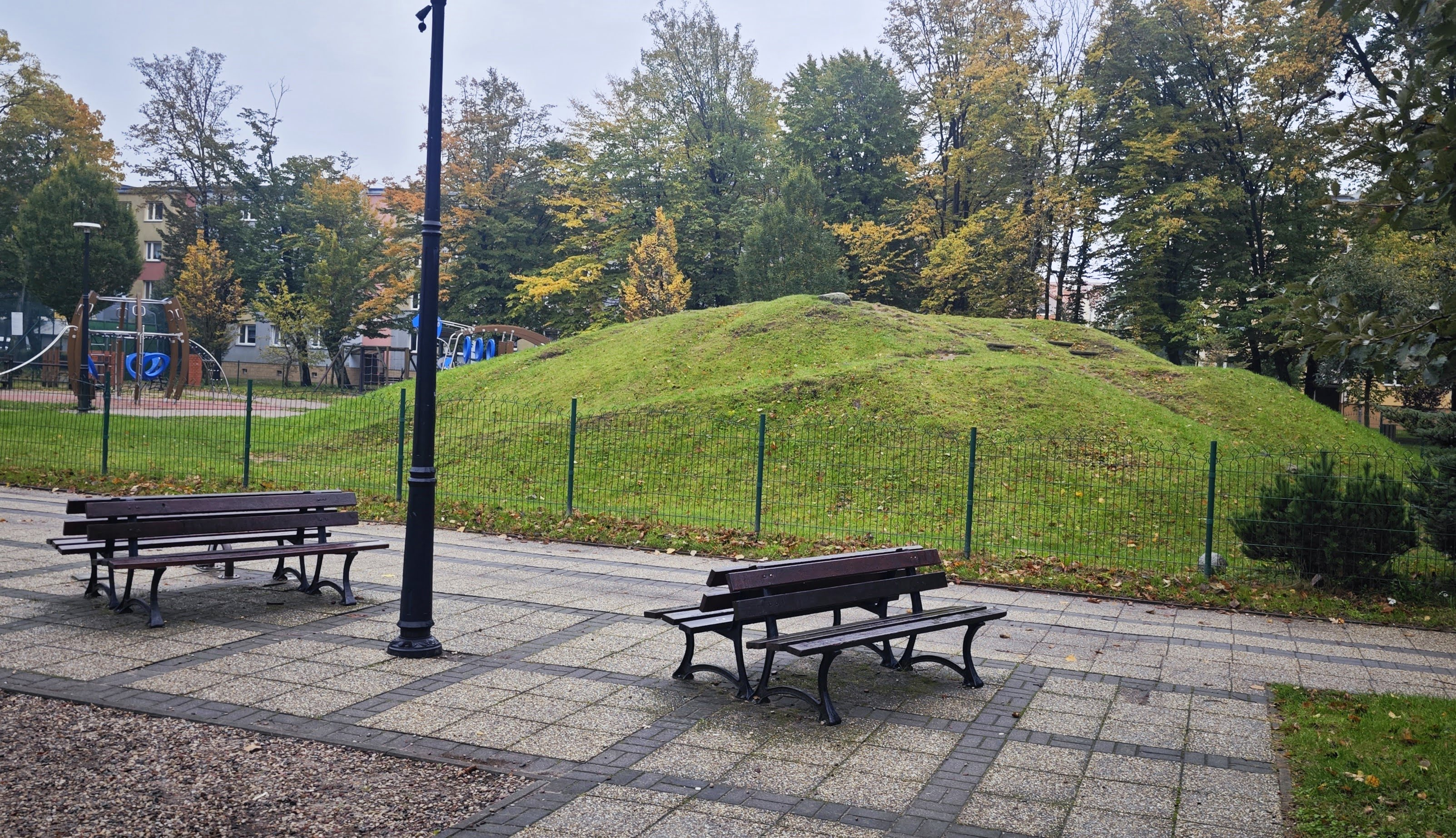
Pagórek, pozostałość po budowli konwiktu

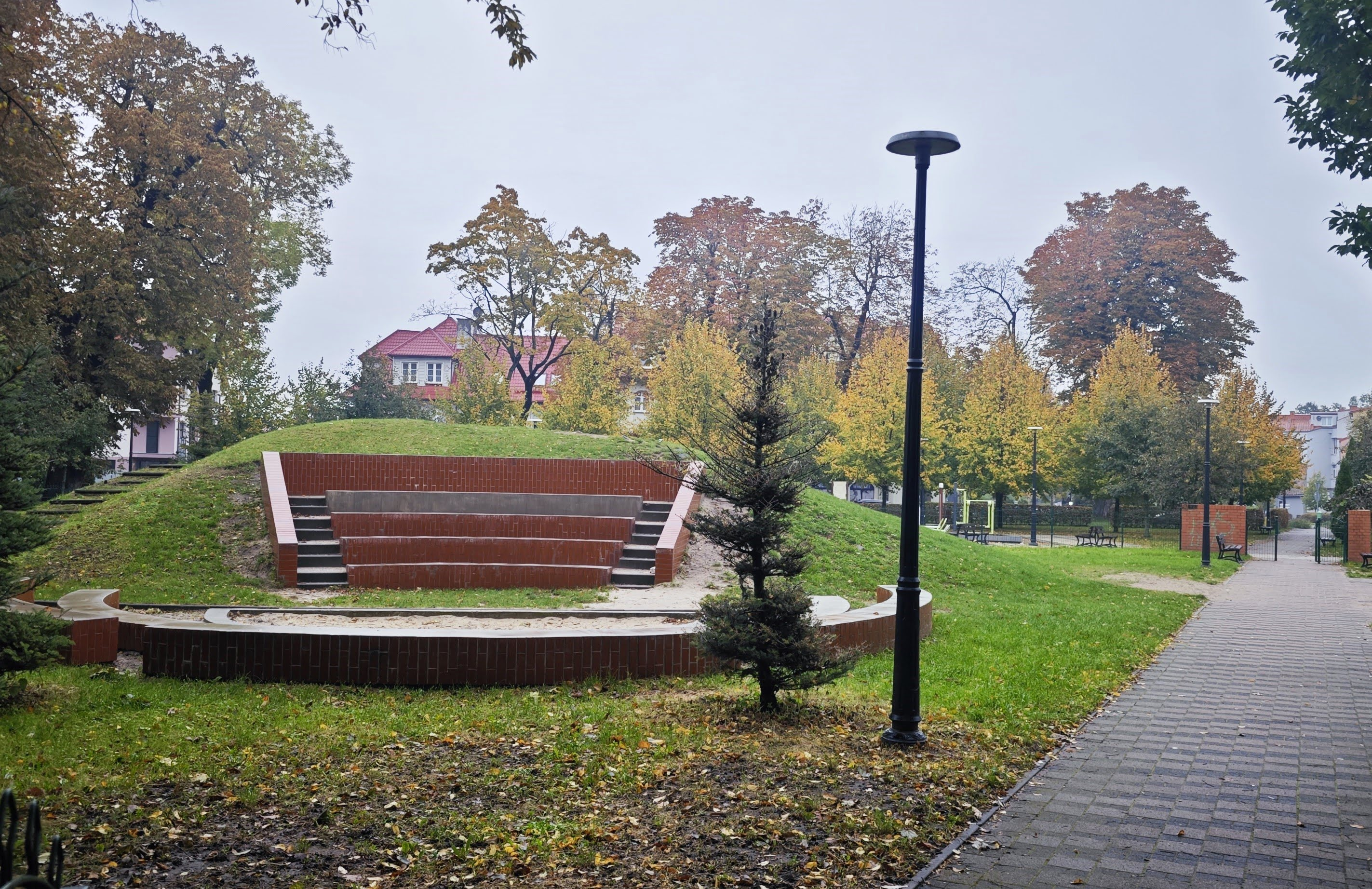
Miniamfiteatr jako ewokacja przedwojennego teatru plenerowego

### Tło utworzenia konwiktu biskupiego
Pomysł utworzenia konwiktu nawiązywał w swej tradycji do dawnej bursy przy kolegium jezuickim w Braniewie. Konwikt szlachecki, założony przez biskupa Hozjusza w 1565 roku, utrzymywał około dwudziestu gimnazjalistów i funkcjonował aż do roku 1809.
Małe seminaria duchowne były w historii zakładane wówczas, gdy odczuwalny był brak kandydatów do seminariów duchownych. Z tej samej potrzeby zrodziła się idea utworzenia podobnej placówki w Braniewie. Taki szczególnie dotkliwy brak księży diecezja warmińska odczuwała w latach 30. XIX w. Wówczas to biskup Hohenzollern sprowadził do Braniewa nowego zarządcę seminarium aż z odległego Landshut w Dolnej Bawarii – ks. Josefa Scheilla, po tym gdy dotychczasowy rektor ks. Wobbe w 1823 przeszedł na emeryturę, zostawiając seminarium z zaledwie paru klerykami. Ks. Scheill przybył do Braniewa w 1824 roku, wyprowadzając seminarium z zapaści. Niestety zginął przedwcześnie, przez utonięcie w Pasłęce, w roku 1834. Jednakże to za jego kadencji powstał pomysł utworzenia funduszu na konwikt dla zdolnej ubogiej młodzieży, chcącej się kształcić do stanu kapłańskiego. Za utworzeniem takiej placówki opowiadali się również trzej braniewscy profesorowie: Bernhard Busse, Josef Neumann i Antoni Ditki, co poważnie rozpatrywane było na sesji kapituły 10 stycznia 1834 roku.

### Otwarcie i działalność konwiktu
12 marca 1841 zostało wydane zarządzenie (Cabinets-Orde) o utworzeniu fundacji konwiktu dla uczniów braniewskiego gimnazjum, będących w trudnej sytuacji materialnej, którzy pragną się poświęcić studiom teologii katolickiej. 23 grudnia 1841 roku zostały wydane Statuty konwiktu przy Królewskim Gimnazjum w Braniewie, liczące 16 stron druku, które zostały zatwierdzone 31 grudnia 1834 przez nadprezydenta Prus Theodora von Schön.
W 1842 rozpoczęto rozbudowę i remont w tym celu zakupionego budynku. Konwikt biskupi w Braniewie został uroczyście otwarty 8 sierpnia 1843 roku przez biskupa diecezji warmińskiej Josepha Geritza. Uroczystość otwarcia poprzedziło nabożeństwo, następnie odśpiewany został dziękczynny hymn Te Deum. Biskup Geritz osobiście pobłogosławił budynek konwiktu, a biskup pomocniczy Franz Großmann przedstawił jego pierwszego prefekta – ks. Michaela Krügera. Ks. Krüger w swoim przemówieniu przedstawił zasady, na jakich będzie funkcjonować konwikt, mówił o oczekiwaniach, jakie w nowej placówce pokłada dyrektor gimnazjum Gideon Gerlach i diecezja warmińska. Dodatkową okolicznością otwarcia konwiktu były obchody upamiętniające 600-lecia powstania diecezji warmińskiej.
Otwierając w 1843 konwikt dla kandydatów do stanu duchownego diecezja warmińska za czasów biskupa Geritza znalazła się w awangardzie niemieckich diecezji – po Eichstätt (1838), Spirze i Trewirze (1840), a w tym samym roku 1843 utworzono konwikt w Pasawie. W tym pierwszym okresie funkcjonowania konwiktu, w latach 1843–1873, w konwikcie było w sumie 258 wychowanków.
Konwikt w Braniewie stanowił swego rodzaju kontynuację bursy dla ubogich (bursa pauperum), istniejącej w tym mieście za czasów funkcjonowania kolegium jezuickiego (zlikwidowanego w 1780, po kasacie tego zakonu), jednakże tenże konwikt przeznaczony był, w myśl statutów, dla ubogich gimnazjalistów, którzy wyrażali chęć na wstąpienie do stanu duchownego.
Konwikt biskupi posiadał pierwotnie 40 miejsc dla uczniów, którzy dzielili się na trzy kategorie: bezpłatnie mieszkających, płacących połowę i pełną odpłatność. Według statutów przeznaczony był dla młodzieży męskiej po trzeciej klasie gimnazjum (ok. 14 lat), których w konwikcie obowiązywały zasady jak w niższym seminarium, ze ściśle określonym regulaminem i harmonogramem dnia, ze wspólnymi modlitwami i ograniczoną możliwością wychodzenia na zewnątrz. Co znamienne, biskup Geritz powiązał także pobyt w konwikcie z obowiązkowym udziałem w lektoracie języka polskiego. Zapis taki znalazł się w punkcie 4. Statutu konwiktu. Biskup poparł również organizowanie dodatkowych zajęć z języka polskiego w samym konwikcie, które były prowadzone przez jednego z uczniów i opłacane z funduszu konwickiego (10–12 talarów rocznie). Od momentu otwarcia konwiktu uczniowie gimnazjum uczęszczający na lekcje języka polskiego rekrutowali się głównie z konwiktorów. W 1849 przeniesiono nawet lektorat języka polskiego do budynku konwiktu, na który uczęszczali również studenci spoza konwiktu. Jednakże poziom prowadzonych tu zajęć biskup oceniał jako bardzo niski. Przyczyn należało upatrywać głównie w osobie nauczyciela języka polskiego – pochodzącego ze Śląska Konstantego Brandeburga, o którego pracy biskup Geritz wyrażał się z wielkim niezadowoleniem „Wyniki tej nauki były tak niskie, że nie warto wspominać (...); pomimo poważnych starań i kosztów, uzyskano bardzo niewiele, a raczej nic”. Sytuacja ta się diametralnie zmieniła, gdy po przejściu w 1863 Konstantego Brandeburga na emeryturę do Braniewa został służbowo przeniesiony z Chojnic Polak Piotr Kawczyński, a była to forma represji władz za sprzyjanie trwającemu wówczas powstaniu styczniowemu.

### Nowy obiekt konwiktu (1872)
W 1868 biskup warmiński zakupił na Fromborskim Przedmieściu w Braniewie działkę pod nowy budynek konwiktu. Na tej działce dotychczas stał letni domek wybudowany przez zamożnego kupca Antona Hanmann ok. 1740 roku. W latach 1870–1872 wzniesiono na tej działce, obok domu letniego, nowy obiekt dla 40 wychowanków z bramą wjazdową od Berliner Straße 29 (ulica przemianowana w latach 30. XX w. na Ludendorffstraße 5). Budynek położony był w dużym ogrodzie, który był ogrodzony płotem z desek. W ogrodzie rosły też drzewa owocowe, których owoce zawsze zostawały zerwane i zjedzone, zanim dojrzały.
W okresie kulturkampfu konwikt pozostawał w latach 1873–1886 zamknięty.
W konwikcie znajdowała się kaplica pod wezwaniem św. Alojzego, sala wykładowa i jadalnia. Przy konwikcie znajdował się duży ogród z placem do gier zespołowych, ze stacjonarnymi drążkami i poręczami gimnastycznymi. Później został jeszcze dokupiony teren, na którym powstało boisko do gry w piłkę nożną. Oprócz aktywności sportowej rozwijało się także życie kulturalne. W ogrodzie powstała scena dla teatru plenerowego. W zimowe długie wieczory natomiast przedstawienia teatralne odgrywane były na scenie w sali muzycznej konwiktu. Sala muzyczna służyła równocześnie jako klasa do zajęć technicznych, w której m.in. w okresie adwentowym budowano szopki bożonarodzeniowe i inne rekwizyty świątecznego wystroju. Oczywiście, zgodnie z nazwą, w sali muzycznej odbywały się też zajęcia śpiewu, nadto służyła ona jako zakrystia, gdyż położona była tuż obok kaplicy św. Alojzego.
Uczniowie zamieszkiwali w 3 salach, które były jednocześnie sypialniami. Każde łóżko w sypialni oddzielała zasłona. W przeciwieństwie do innych pomieszczeń, które były ogrzewane ciepłym powietrzem z centralnego ogrzewana, to sypialnie wyposażone były w piecyki typu „koza”. Woda do konwiktu została podłączona w ostatniej dekadzie XIX w., po oddaniu w mieście nowej sieci wodociągowej.

### Prefekci
Konwiktem kierował prefekt mianowany przez biskupa w porozumieniu z kapitułą. Kapituła nadzorował też, poprzez kanoników konserwatorów, działalność konwiktu oraz prefekta. Prefektami zostawali przeważnie młodzi, zdolni księża, którzy często później dochodzili do znaczących pozycji w Kościele lub na uczelniach, np. pierwszy prefekt w nowo wybudowanym konwikcie biskupim ks. Michael Krüger (1843–1848) już w 1844 habilitował się jako wykładowca nieetatowy (privatdozent) na Wydziale Teologicznym w Braniewie; była to pierwsza habilitacja w historii tego wydziału. Następnie prefektami byli: ks. Johannes Wien (najdłuższej w historii, bo przez 11 lat, 1848–1859), dr Dominicus Korioth (1859), ks. August Prill (1859–1861), Anton Pohlmann (1861–1863). W 1863 biskup Geritz funkcję prefekta powierzył ks. Hiplerowi (1863–1864), który po habilitacji został profesorem i regensem seminarium duchownego w Braniewie. Przez krótki okres zarządzali ks. Adalbert Strehl (1864–1866), Eduard Löffler (1866–1867). W 1867 roku na prefekta konwiktu biskupiego został powołany ks. Jan Szadowski, który w konwikcie prowadził również lekcje języka polskiego. Od 1894 funkcję prefekta pełnił późniejszy biskup warmiński Augustinus Bludau. W styczniu 1897 objął funkcję prefekta ks. dr Bernhard Gigalski. W latach 1908–1910 prefektem był ks. Bernhard Poschmann, późniejszy profesor uniwersytetów we Wrocławiu i w Monachium. 22 marca 1910 roku prefektem konwiktu mianowany został ks. Paul Jedzink. Jeszcze w tym samym roku, 22 grudnia, roku uzyskał habilitację w Liceum Hosianum w Braniewie, a następnie został w nim profesorem teologii moralnej. Po nim, 12 października 1912, funkcję prefekta objął ks. Franz Heyduschka, późniejszy kanonik fromborski.

### Pod patronatem pallotynów
W 1922 konwikt, z powodu kryzysu finansowego i panującej inflacji, popadł w trudności finansowe i został zamknięty. Trzy lata później, od Wielkanocy 1925, na prośbę biskupa Bludaua konwikt przejęli w formie dzierżawy zakonnicy, sprowadzeni z Limburga pallotyni. Pallotyni wyremontowali i odmalowali zabudowania konwiktu, które były w znacznym stopniu zniszczone i placówka przyjęła pierwszych 16 uczniów, w wieku od pierwszej do ostatniej klasy gimnazjum. Z czasem liczba wychowanków wzrosła do 60, a po wyprowadzeniu się w 1937 i zwolnieniu pomieszczeń przez ks. Grunaua, liczba wychowanków wynosiła aż 80. To pokazywało, jak bardzo były pożądane miejsca w konwikcie. Do ośrodka przyjmowano również uczniów Szkoły Zamkowej, ponadto zostało zakwaterowanych kilkoro dzieci rosyjskich uchodźców wyznania prawosławnego, którzy zostali tu przyjęci na zlecenie gdańskiego biskupa O’Rourke.
Pallotyni zmienili też profil konwiktu, ze swoistego niższego seminarium na internat przyszkolny; z regulaminu został wycofany punkt mówiący o przygotowaniu kandydatów do stanu duchownego. Pozostał jednak nadal religijny charakter ośrodka. Pallotyni chwalili się również utrzymującym się wysokim współczynnikiem konwiktorów, którzy wstępowali po maturze do miejscowego seminarium duchownego, i tak np. na Wielkanoc 1932 trzech konwiktorów uzyskało maturę i cała trójka wstąpiła do seminarium, na Wielkanoc 1933 czworo konwiktorów zdało maturę, z czego trzech podjęło dalsze studia w miejscowym seminarium.
Prefektem nowego konwiktu (i zarazem rektorem domu zakonnego) został o. Bernhard Rieg (1882–1937). Cieszył się on wielkim poważaniem zarówno wśród uczniów, jak i rodziców. Do pomocy miał jeszcze dwóch pallotynów (braci lub ojców). Pobliski klasztor sióstr katarzynek oddelegował do pracy w kuchni konwiktu dwie siostry, które gotowały i przygotowywały posiłki dla młodych gimnazjalistów.
Wkrótce, po przejęciu w Niemczech władzy przez narodowych socjalistów, którzy dążyli do przejęcia pełnej kontroli na wychowaniem dzieci i młodzieży, m.in. przez przyciągnięcie do Hitlerjugend, nastał bardzo trudny czas również dla konwiktu. Pretekstem represji ze strony władz stało się wymierzenie przez rektora konwiktu Augusta Wiemersa kary fizycznej kijem trzem konwiktorom należącym do Hitlerjugend za złe zachowanie wobec chorego kolegi z konwiktu. Ojciec Wiemers został wówczas aresztowany, a wikariusz generalny diecezji Aloys Marquardt otrzymał od nadprezydenta Ericha Kocha żądanie odwołania rektora konwiktu ze stanowiska i wydalenia z Braniewa, z zakazem pracy z młodzieżą. Nowym prefektem konwiktu został o. Karl Schäfer (1899–1968), który od 1927 roku pozostawał prefektem konwiktu w Reszlu. W 1936 biskup mianował go również pełnomocnikiem diecezjalnym do spraw powołań kapłańskich. Również i on był inwigilowany i wielokrotnie przesłuchiwany w latach 1938 i 1939 przez nazistowskie władze. 

### II wojna światowa i kres konwiktu
Tuż przed wybuchem II wojny światowej, 28 sierpnia 1939, władze rozwiązały konwikt, a obiekt zarekwirowały i przeznaczyły na potrzeby lazaretu wojennego, podobnie jak nowy okazały gmach seminarium duchownego. Wpływ na decyzję miała z pewnością lokalizacja tych obiektów, oba były to położone najbliżej Szpitala Najświętszej Marii Panny (St. Marien-Krankenhaus) obiekty użyteczności publicznej. Młodzież szkolna zamieszkująca w konwikcie musiała się przenieść do kwater prywatnych.
Po wojnie nieużytkowane zabudowania konwiktu zostały rozebrane i pozostał w tym miejscu niezabudowany teren, z czasem park. W latach 2009–2010 na tym miejscu został urządzony plac zabaw dla dzieci, następnie uzupełniony o urządzenia siłowni na świeżym powietrzu. Wśród wyposażenia parku można też odnaleźć pewne nawiązania do przedwojennego konwiktu. Postawiono urządzenia do ćwiczeń sportowych, urządzono ogrodzone boisko do gry w piłkę, a na jednym stoku pagórka znajduje się mała scena z kamiennymi miejscami w półokręgu, przywodząca na myśl przedwojenną scenę teatralną konwiktu. Kilkumetrowy pagórek, z którego wystają gdzieniegdzie pojedyncze cegły ruin, służy zaś maluchom w okresie zimowym jako górka saneczkowa.